# Имами, Арбен
Арбен Фахри Има́ми (алб. Arben Fahri Imami; 21 января 1958, Тирана) — албанский актёр и политик.
Ещё в школе он дебютировал на большом экране, снявшись в фильме Ilegalët, в 1979 сыграл в фильме «Лицом к лицу». В 1981 году он окончил Академию музыки и искусств Албании. Он работал в народном театре столицы и художественной школе в качестве учителя актёрского мастерства. Преобразования в стране заставили его оставить актёрскую карьеру. С 1999 по 2000 Имами изучал дипломатию в Джорджтаунском университете, США.
В 1991 году он участвовал в протестах студентов Тиранского университета. Он стал одним из основателей Демократической партии Албании, но после конфликта с Сали Беришей в 1992 году, перешел вместе с Неританом Цекой в партию Демократический альянс. Пять раз избирался членом парламента Албании, где он принимал активное участие в конституционной комиссии, став в 1998 году соавтором Конституции Албании. В 1997 году Имами был назначен министром без портфеля. В 2000 году он стал главой Министерства юстиции, которое он возглавлял в течение года. В 2005 закончил давний конфликт с Сали Беришей, приняв приглашение вернуться в Демократическую партию. В том же году он был избран в центральные органы ДПА, как один из её основателей. В 2005—2009 возглавлял канцелярию премьер-министра, а в сентябре 2009 года он был назначен министром обороны (до сентября 2013).
Женат, имеет двоих детей.